# Camp chantier
 (juin 2012).

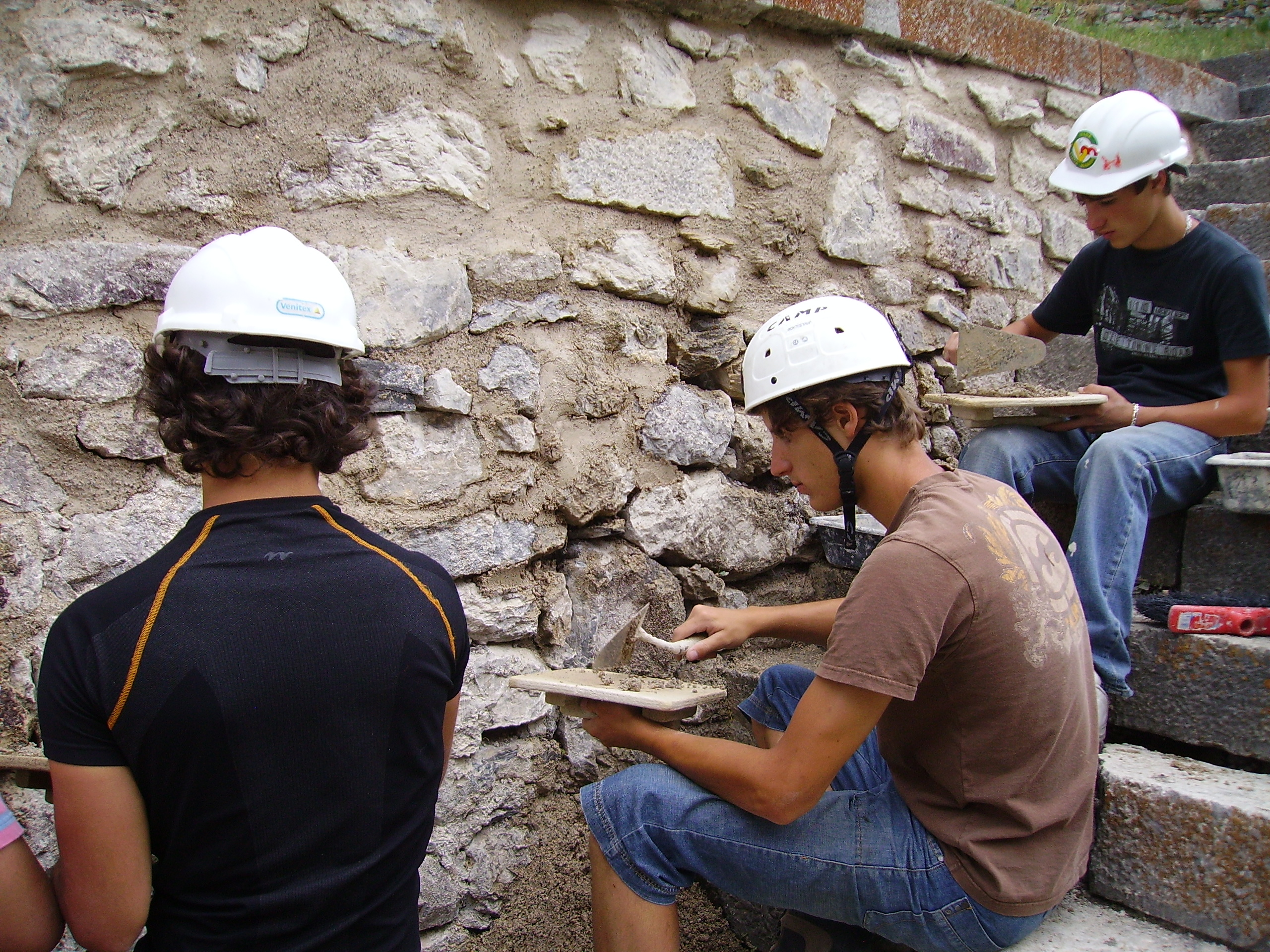
Maçonnerie sur le château-fort de Briançon avec le Club du Vieux Manoir.

Un camp-chantier patrimoine vise principalement à restaurer un monument en péril, avec le soutien de jeunes bénévoles. Les activités englobent divers ateliers, tels que la taille de pierre et la maçonnerie. Ce type de projet est fréquemment désigné sous le nom de chantier international ou chantier de jeunes bénévoles, également connu sous le terme anglais : international workcamp. 
Un chantier de jeunes bénévoles représente une forme de volontariat international où des groupes de volontaires issus de différents pays collaborent et cohabitent en équipe pendant une courte période, généralement d'une à trois semaines. Ces chantiers sont considérés comme l'une des formes les plus significatives de programmes de volontariat international. Ils ont été introduits pour la première fois en 1920 dans le but de rassembler des individus en vue de promouvoir la compréhension internationale et de contribuer aux efforts de réconciliation pour la paix.

## L'historique

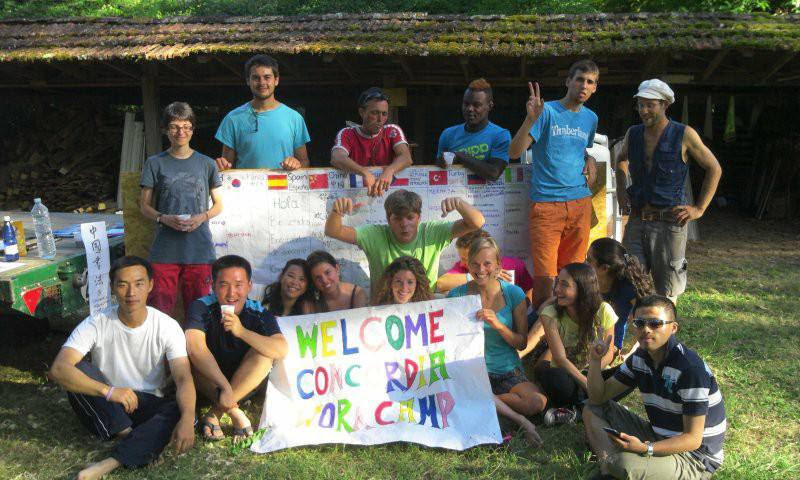
Restauration d'un lavoir au chantier international à Barbaste en août 2013 avec l'association Concordia.

La notion de « chantier de jeunes » a été initialement désignée comme « chantier de volontaires », aussi appelé « chantier international » ou « chantier de bénévoles ».  
Ce concept est né au lendemain de la Première Guerre mondiale avec le S.C.I. (Service civil international) et le Y.A.P. (Youth Action for Peace). Cette notion est née en 1920 à Verdun sous l'impulsion du Suisse Pierre Cérésole. Le « chantier international » avait pour but de faire se rencontrer des jeunes de nationalités différentes afin de faciliter le rapprochement entre les peuples et contribuer à une paix durable. Le contexte n’était pourtant pas historique ou patrimonial, il s’agissait surtout de projets internationaux. Toutefois, l’optique sociale et éducative était bien réelle.  
Après la Seconde Guerre mondiale, toujours dans cet esprit de réconciliation et de rapprochement international, et soutenues par les instances ministérielles et les collectivités locales, de nombreuses associations ont poursuivi ce type d’engagement, animé essentiellement par le besoin de paix, de rapprochement, et de reconstruction. Ainsi, l’association Concordia, est née en 1950 d’une volonté de plusieurs membres de nationalités différentes de faire valoir la tolérance, la paix, par le biais des chantiers internationaux de bénévoles à la suite de l'expérience au Royaume-Uni lancé par le Maréchal Montgomery. En 1952, le Club du Vieux Manoir est né sous l’impulsion de Maurice Duton, sur le site du Château fort de Guise. En 1953, Alpes de Lumière est née pour valoriser et promouvoir le patrimoine de Provence. En 1957, est né Les Compagnons Bâtisseurs. En 1962, est né l'UNAREC (union nationale des associations régionales études et chantiers). En 1966, est née l'union Rempart sur l'impulsion du Touring Club de France. Cela correspond à une tendance générale, à une demande particulière, tangible notamment à travers la création d’instances administratives, d’émissions de télévision (ainsi l’émission Chefs-d'œuvre en péril, présentée par Pierre de Lagarde).  
Aujourd’hui, il existe de nombreuses associations de jeunes bénévoles œuvrant pour le patrimoine ou la culture en général, comme l’association nationale Chantiers Histoire & Architecture Médiévales (C.H.A.M.), créée en 1980, qui organise en France métropolitaine et en Outre-Mer des chantiers de bénévoles. 
Les années 1960 et surtout post 68 verront se développer les chantiers ayant pour thème l'environnement, le développement rural, etc. Des expériences plus collectives sont menées (chantier à la Roquette par Concordia ou encore le chantier de jeunes du Viel Audon en Ardèche, un peu dans la mouvance communautaire des années 1970).

## Le cadre législatif
Pendant longtemps, les activités de chantiers de bénévoles n’ont fait l’objet d’aucune législation particulière. Le fait d’accueillir des jeunes mineurs a poussé les instances administratives à statuer sur cette activité. Ces deux textes définissent alors le chantier de jeunes bénévoles, ses caractéristiques, ses relations avec le monde administratif et les moyens de son évaluation. Ce n’est pourtant que le 23 décembre 2008, qu’un arrêté fait entrer les chantiers de jeunes bénévoles dans la catégorie des séjours spécifiques. Cette modification amène également la mise en place d’une charte nationale des chantiers de bénévoles, définissant les objectifs et particularités du chantier de bénévoles, mais aussi l’encadrement, l’organisation, la sécurité et les modalités spécifiques quant à l’accueil de mineurs. Si les textes relatifs aux chantiers de bénévoles peuvent paraître très tardifs au vu de l’ancienneté de l’activité même, il ne faut pas oublier que l’accueil collectif de mineurs faisait lui-même l’objet d’une réglementation bien plus ancienne, et que toute structure accueillant des mineurs était tenue d’appliquer la législation en vigueur. Loin des textes et des décrets, un point important qualifie cependant le chantier de jeunes bénévoles, le bénévolat et le volontariat, où l’acte d’échange prend toute son importance. Échange entre une personne ou un groupe, et une collectivité d’accueil, avec bénéfices retirés de chaque côté. 
Pour « une » définition du volontariat, il est possible de se reporter au « Texte de référence de Cotravaux sur le volontariat » paru en juin 2001. Tout chantier de jeunes souhaitant bénéficier d’une reconnaissance par les instances de l’État doit présenter un programme pédagogique, ou projet pédagogique, qui fixe les modalités d’actions, les caractéristiques du chantier, les objectifs pédagogiques à atteindre ainsi que les critères permettant leurs évaluations. Il est obligatoire pour toute association de posséder une assurance, afin de satisfaire les protections requises pour pouvoir pratiquer l’activité de chantier. L’assurance sera souscrite par l’organisateur auprès d’un organisme agréé, mais également par le participant auprès de l’organisateur, sous forme de cotisation ou autre.

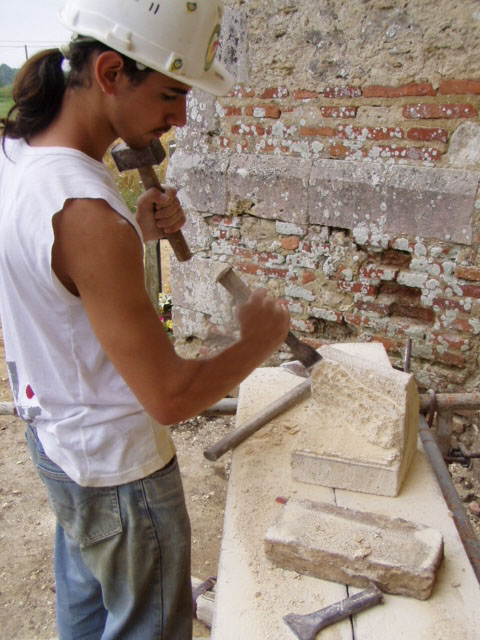
La taille de pierre traditionnelle

## Le cadre humain, les acteurs d’un chantier de jeunes

### Le public accueilli
Une constante dans l’ensemble des chantiers de jeunes bénévoles ou de bénévoles : l’expérience doit être ouverte à tous, sans qualifications particulières requises, avec comme seul impératif la motivation, le volontariat et un certificat médical d’aptitude à la vie en collectivité et aux activités de chantier. Ensuite, l’âge peut varier selon les organismes, les chantiers…
Le chantier peut accueillir des mineurs dès 14 ans (il y a même des chantiers " ados " spécifiques pour des groupes, non-adultes), mais intègre le plus souvent des majeurs entre 18 et 35 ans, même si le chantier n'a pas de restriction supérieure au niveau de l'âge.
La législation statue sur des cas de mixités en faisant appliquer la loi concernant l’accueil des mineurs. Dans certains cas, les mineurs peuvent être accueillis à partir de 13 ans, dans le cadre d’un projet pédagogique bien précis et argumenté. Dans certains chantiers de bénévoles encore, l’accueil de majeurs sera privilégié, celui de mineurs étant alors exceptionnel. Cela peut se justifier dans le cas de chantiers très techniques, ou encore selon le projet éducatif de la structure.

### L’encadrement pédagogique et technique

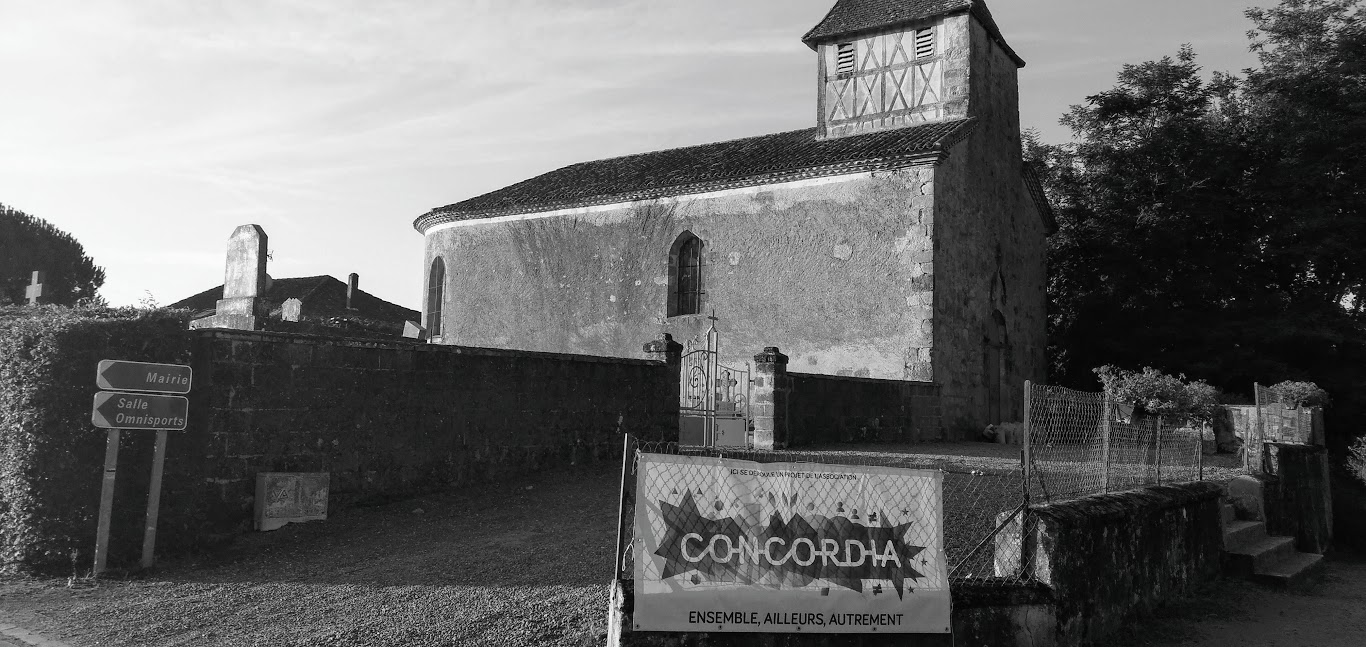
Restauration d'une église au chantier international à Saint-Martin-d'Armagnac en août 2019 avec Concordia.

La technicité des activités proposées demande un encadrement de qualité et expérimenté. Ce dernier peut être soit bénévole, soit salarié. Mais dans tous les cas, il se doit d’être formé : formé à l’accueil de mineurs, à la réglementation en vigueur, mais également formé aux différentes techniques de chantier, des plus simples (mise en valeur paysagère, etc.) aux plus complexes (montage d’échafaudages, mise en place de voûtes, etc.).

Certaines associations, comme le Club du Vieux Manoir en 1966, ont mis en place à cet effet des écoles de formation, dans le cas présent appelé « l’École Pratique de Sauvetage, Restauration et Animation des Monuments Anciens et des Sites ». Ces formations, agréées par les ministères de l’Éducation nationale, de la Jeunesse et de la Vie Associative et celui de la Culture permettent ainsi de fournir aux activités de chantier un encadrement suffisamment formé et apte à prendre les décisions sur le terrain. Dans le cadre des chantiers ouverts aux mineurs, le paragraphe ci-dessous correspondant de la charte nationale des chantiers de bénévoles :
- « l’association organisatrice (…) a recours, soit à des animateurs et directeurs titulaires d’un diplôme, titre ou certificat de qualification figurant sur la liste prévue aux articles R. 227-12 et R. 227-14 du Code de l’action sociale et des familles, soit à des personnes dont l’expérience et les compétences techniques et pédagogiques répondent à l’objet particulier du chantier ou qui ont suivi des formations reconnues dans le secteur considéré ».
Lors de camps, chantiers de jeunes mineurs, la présence de directeurs et d’animateurs est une obligation. L’encadrement spécifique contient aussi des « jeunes qualifiés », qui, sans posséder les brevets ou diplômes requis, possèdent l’expérience de par leur ancienneté, implication et formation au sein d’une école de formation.

### Les partenaires
Un chantier international nécessite pour sa réalisation la collaboration de différents acteurs. Des partenaires multiples gravitent autour de l’organisateur et sont appelés à jouer un rôle dans les différentes étapes du chantier. Union européenne, Jeunesse et Vie associative, Ministère de la Culture : D.R.A.C (Direction Régionale des Affaires Culturelles), S. T. A. P. (Service territorial de l’Architecture et du Patrimoine), M.H. (Monuments historiques), collectivités territoriales (conseils régionaux, Conseils généraux, Communautés de communes, Communes), ils interviennent pour donner des avis, des conseils, des autorisations également. Leur action est également nécessaire pour obtenir notamment des financements sous la forme de subventions.

### Les interlocuteurs
En plus des partenaires habituels permettant la réalisation, le chantier de jeunes bénévoles vient interagir avec divers interlocuteurs, tels que les maires de communes, les offices de tourisme, les personnels des ministères de tutelle, afin de définir les obligations, les attentes de chacune des parties, obtenir des informations sur un site, un chantier. Ce sont certains de ces interlocuteurs qui vont recevoir la proposition du chantier de jeunes bénévoles par la structure organisatrice. Ensuite, viendra la mise en place d’un protocole d’intervention, et dans le meilleur des cas une action concrète. Parler des « chantiers de jeunes » en général ne permet pas de définir des spécificités. Pourtant, sous ce même nom, diverses activités peuvent être proposées :
Tout d’abord, les chantiers qui concernent directement la mise en valeur et l’animation de l’environnement culturel et patrimonial. Peuvent être mis dans cette catégorie les chantiers de restauration et de sauvegarde du patrimoine, les chantiers de restitutions archéologiques, les chantiers concourant à l’animation et à la connaissance d’un site en particulier, à sa mise en valeur touristique et architecturale.
Ensuite, un second type de chantier de jeunes, ceux qui concernent directement la protection et la promotion de l’environnement sous tous ses aspects (Instr. 01-241 du 19 décembre 2001). Ainsi « les chantiers de restauration et de sauvegarde du patrimoine naturel, les chantiers ayant trait à l’aménagement du cadre de vie, aux problèmes de pollution et de déchets, aux aménagements favorisant l’accueil du public dans les espaces naturels… Ainsi que les chantiers qui s’appliquent à des actions d’information et de sensibilisation à l’environnement, intégrant et illustrant la notion de développement durable ».